# Новаке (Тржич)
Новаке (словен. Novake) — поселення в общині Тржич, Горенський регіон, Словенія. Висота над рівнем моря: 447 м.